# St. Johannes Nepomuk (Větřní)

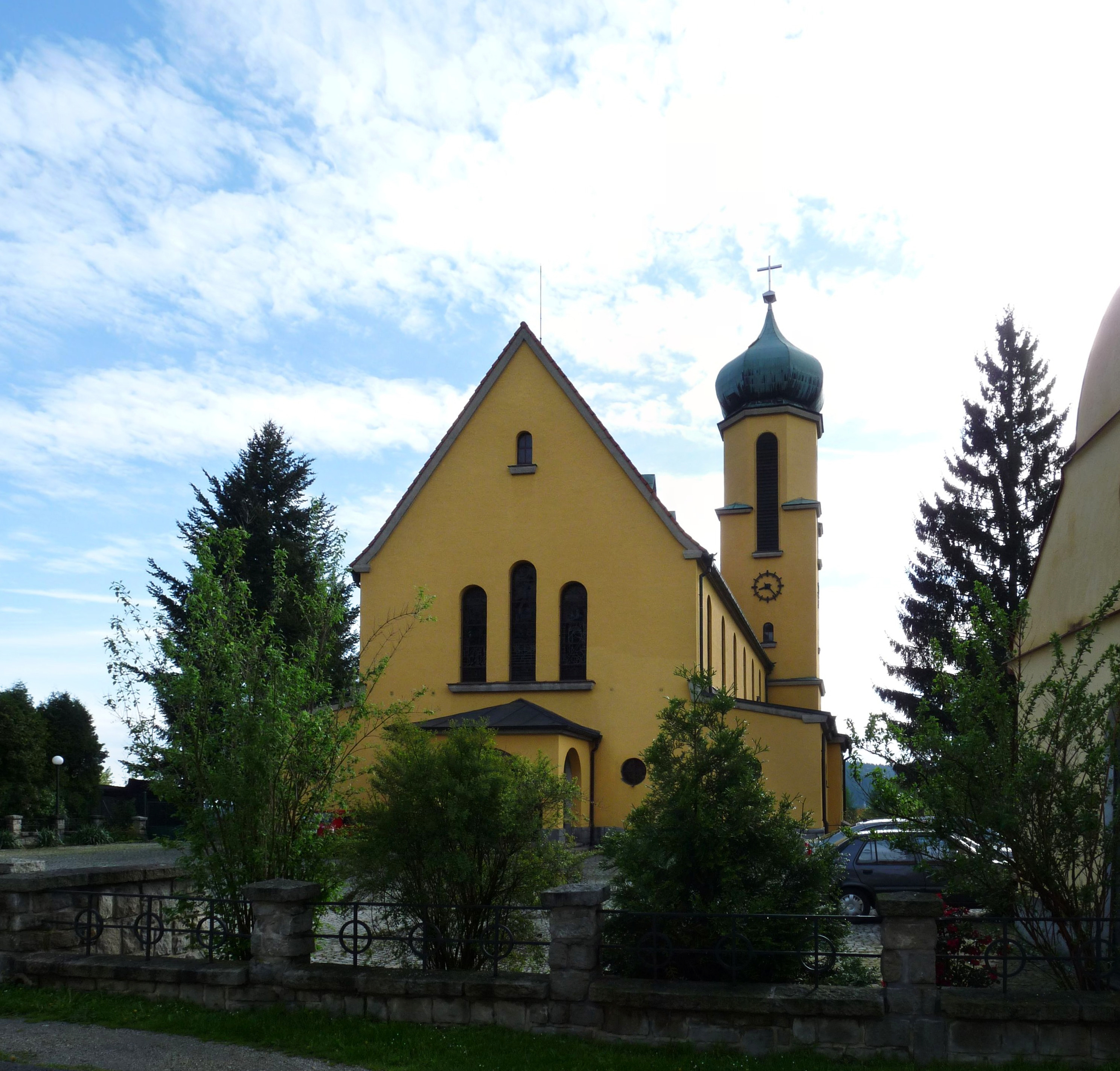
Pfarrkirche hl. Johannes Nepomuk in Wettern

Die Pfarrkirche St. Johannes Nepomuk  befindet sich in der Stadt Větřní in Südböhmen in Tschechien. Sie gehört zum Bistum Budweis. Die Kirche ist dem hl. Johannes von Nepomuk geweiht und steht unter Denkmalschutz.

## Geschichte
Bereits 1850 wurde in Wettern eine Kapelle erbaut. Durch den Aufstieg der Papierfabrik Spiro stieg die Bevölkerungszahl an, sodass Fabriksbesitzer Ignaz Spiro den Auftrag gab, eine Kirche in Wettern zu bauen, die er maßgeblich mitfinanzierte. Diese wurde 1936 bis 1938 nach Plänen des Architekten Hans Foschum erbaut, dies ist sein Erstlingswerk im Kirchenbau. Stilistisch ist die Kirche im Heimatschutzstil gestaltet, verbunden mit modernen Bauformen. Der basilikale Langhausbau mit zwei Seitenschiffen besitzt einen markanten Kirchturm mit Zwiebelhelm. Am 3. Juli 1938 wurde die Kirche durch den Budweiser Diözesanbischof Šimon Bárta geweiht. 1995 und 2008 wurde die Kirche umfassend restauriert.

## Gebäude
Der Hauptaltar besitzt eine überlebensgroß dargestellte Kreuzigungsgruppe. Die Orgel stammt von der Firma Rieger Orgelbau aus Jägerndorf nach einem Entwurf von L. Stockbauer.